# Legame dei farmaci alle proteine plasmatiche
Il legame dei farmaci alle proteine plasmatiche è il parametro farmacocinetico più importante nel determinare la ripartizione di un farmaco dal sangue ai tessuti.
Tale fenomeno consiste nella creazione di legami deboli e reversibili tra un farmaco e uno specifico sito di una proteina plasmatica. 

## Formazione del legame proteina-farmaco
L'assunzione di un farmaco attraverso le diverse vie di somministrazione che prevedano una distribuzione sistemica (endovenosa, intramuscolare, sottocutanea ed orale), comporta il suo trasporto nel torrente ematico. Ciò significa che, per una data dose assunta e in relazione alla biodisponibilità, sarà sempre possibile reperire una certa quantità di farmaco nel sangue. In questa sede, il farmaco si ripartisce in una quota libera e in una quota legata alle proteine plasmatiche seguendo la cinetica:

Proteina + farmaco ⇌ Complesso proteina-farmaco

Il legame avviene grazie alla presenza di specifici siti proteici in grado di legare, in maniera più o meno debole e spesso reversibile, il farmaco assunto. Si può ad esempio immaginare come, una molecola che presenti una certa quantità di gruppi atomici di carica negativa, venga ad essere legata da una porzione proteica che presenti una carica positiva. Considerando quest'esempio, si può dunque comprendere perché la maggior parte dei farmaci anionici, per lo più acidi deboli, leghi l'albumina. Viceversa, le molecole basiche si legano ad alta affinità con la α1-glicoproteina acida. Il legame con altre proteine plasmatiche è invece di gran lunga inferiore. Alcuni farmaci, come gli ormoni, possiedono una proteina specifica di legame; esempio classico è l'ormone tiroideo che lega la globulina legante la tiroxina. I farmaci possono dunque legare:
- L'albumina, in particolare se sono acidi deboli
- La α1-glicoproteina acida, soprattutto le molecole basiche
- Proteine di trasporto specifiche, nel caso di farmaci come estro-progestinici, corticosteroidi e ormoni tiroidei
- Altre proteine plasmatiche, in una trascurabile percentuale

## Rilevanza farmacocinetica
Il grado di legame viene espresso in percentuale e si calcola dividendo la quantità di farmaco legata alla proteine plasmatiche per la quantità totale di farmaco presente nel plasma. Se ad esempio 90 mg di un farmaco, di una quantità totale di 100 mg, fossero legati alle proteine plasmatiche, la percentuale di legame sarebbe del 90%.
Il legame proteico "imprigiona" il farmaco nel compartimento ematico; ciò significa che la sola quota non legata è libera di diffondere nei tessuti ed esplicare l'effetto biologico. Analogamente, solo la quota libera può essere metabolizzata ed eliminata. Da questi dati è inoltre possibile dedurre la presenza di un effetto "saturazione"; aggiungendo dosi crescenti di farmaco si avrà che, in prima istanza, il farmaco si legherà alle proteine per poi piano piano presentarsi in maniera proporzionalmente crescente come quota libera. Ad un certo punto, il farmaco avrà legato tutte le proteine e per ogni ulteriore dose, si avrà un diretto incremento della quota libera senza che vi sia distribuzione nei siti di legame proteico. Per questo, farmaci che sono caratterizzati da basso legame proteico tendono a picchi di concentrazione plasmatica di quota libera molto rapidi; viceversa, i farmaci con elevato legame proteico hanno picchi di concentrazione plasmatica di quota libera solo se si raggiunge la dose di saturazione. Di seguito sono riportarti diversi esempi di farmaci e le rispettive quote di legame proteico:
| Entità del legame proteico | Percentuale | Esempi di farmaci                                             |
| -------------------------- | ----------- | ------------------------------------------------------------- |
| Ad elevato legame          | > 90%       | Anticoagulanti dicumarolici Molti FANS Digossina Teicoplanina |
| A medio legame             | 50%-90%     | Ceftriaxone Fenobarbital                                      |
| A basso legame             | < 50%       | Ampicillina Cefotaxime Aminoglicosidi Vancomicina             |

Si deve inoltre considerare che il legame proteico è indispensabile per il trasporto della maggior parte dei farmaci liposolubili, altrimenti non veicolabili.

## Rilevanza clinica
La albumina possiede diversi siti di legame per i farmaci. Si possono, ad esempio, prendere in considerazione due siti, quello legante il warfarin e quello legante le benzodiazepine. Tuttavia, il sito per il warfarin è in grado di legare anche:
- Clorazepato
- Clorotiazide
- Sulfamidici
- Derivati dell'acido salicilico
- Naprossene
- Fenitoina
- Glibenclamide

e il sito di legame per le benzodiazepine è in grado di legare anche:
- Ibuprofene
- Ketoprofene
- Indometacina
- Acido etacrinico
- Diclossacillina

Ciò significa che tutti questi farmaci competono per un sito di legame. Tale proprietà è di particolare rilievo in corso di terapia di associazione, poiché l'assunzione, ad esempio, di un sulfamidico può portare all'eccessiva quantità di quota libera di warfarin in un soggetto in terapia anticoagulante. Questi effetti devono essere controllati e temuti per farmaci con basso indice terapeutico; in questi casi, una terapia di associazione con farmaci che competono per lo stesso sito di legame alle proteine plasmatiche, può portare allo sviluppo di reazioni avverse dose dipendente. Questo effetto, chiamato spiazzamento deve essere sempre preso in considerazioni per le seguenti classi farmacologiche:
- Anticoagulanti orali, come il warfarin
- Antibiotici sulfamidici
- Sulfaniluree
- Derivati dell'acido salicilico
- Fibrati
- Uricosurici
- Farmaci antimalarici
- Fenitoina

Si deve ricordare che questi sono farmaci in cui il legame proteico raggiunge il 90-95%. Questo significa che anche un piccolo spiazzamento può provocare anche il raddoppio della quantità di farmaco libero nel sangue. Inoltre, in virtù di questo considerevole legame proteico, questi farmaci tendono ad avere lente cinetiche di eliminazione; per questo, farmaci con elevato legame proteico, tendono ad avere un'emivita più lunga.
La frazione libera di farmaco deve inoltre essere monitorata nei pazienti con riduzione delle proteine plasmatiche a causa di sindrome nefrosica, cirrosi epatica o malnutrizione; in questi casi, possono manifestarsi effetti avversi anche per bassi dosaggi di farmaco.